# Polystichum fraxinellum
Polystichum fraxinellum är en träjonväxtart som först beskrevs av Christ, och fick sitt nu gällande namn av Friedrich Ludwig Diels. Polystichum fraxinellum ingår i släktet Polystichum och familjen Dryopteridaceae. Inga underarter finns listade.